# Örvös medve
Az örvös medve (Ursus thibetanus) a ragadozók (Carnivora) rendjébe és a medvefélék (Ursidae) családba tartozó faj.

## Előfordulása
Csak Ázsia középső, déli és keleti részein - beleértve Indiát, Japán egyes szigeteit és a Tajvan szigetet is -, Észak-Indiában, illetve Tibetben, a Himalája hegységeiben fordul elő (erre utal a fajneve is). Legnyugatabbra Irán, Pakisztán és Afganisztán területein él. Látták már a tajga környékén is. Kedveli az erdős területeket, de nagyobb – akár 4–5000 méteres magasságokba is felhatol.

## Alfajok

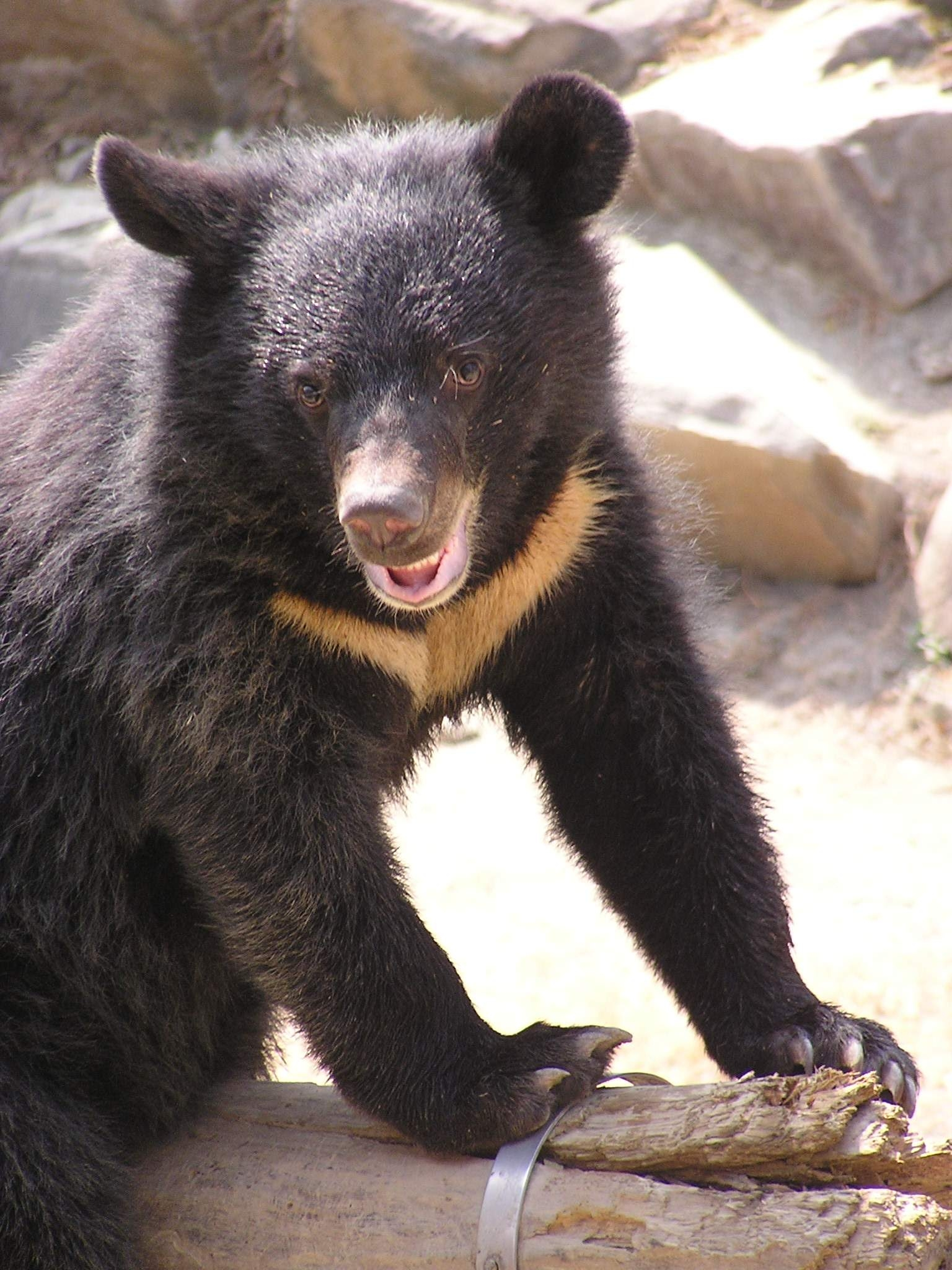
Egy tajvani örvös medve (Ursus thibetanus formosanus)

- tajvani örvös medve (Ursus thibetanus formosanus)
- beludzsisztáni örvös medve (Ursus thibetanus gedrosianus)
- japán örvös medve (Ursus thibetanus japonicus)
- himalájai örvös medve (Ursus thibetanus laniger)
- indokínai örvös medve (Ursus thibetanus mupinensis)
- tibeti örvös medve (Ursus thibetanus thibetanus)
- usszuri örvös medve (Ursus thibetanus ussuricus)
- Ursus thibetanus mediterraneus†
- Ursus thibetanus permjak†

## Megjelenése
A kifejlett állat teste 120-190 centiméter, testtömege 40-140 kilogramm nőstényeknél és 60-200 kilogramm hímeknél. Legjellegzetesebb vonása, melyről a nevét is kapta, a mellső két végtagja felett lentről felfelé elvékonyodó fehér V alakú sáv. Ha két lábra áll, erről mindig fel lehet ismerni, ugyanis jól elüt alapjában szürkés-fekete szőrszínétől. Eredete vagy funkciója tisztázatlan, nincs kizárva hogy a társas viselkedésben vagy az udvarlásban lehet szerepe.

## Életmódja
Tápláléka után jobbára éjszaka jár. Az örvös medve kitűnően mászik fára, nem túl nagy termete révén a magas koronák között is épít magának lakhelyet. Életmódja szerint ragadozó, de mint legtöbb rokona, szívesen elfogyaszt minden növényi táplálékot, és néha a dögöket is megeszi.
Olykor beéri bogyókkal, gyümölcsökkel, kisebb gerinctelenekkel, vagy lépes mézzel, esetleg kisebb rágcsálókkal, szarvasokkal, máskor egy-egy szarvasmarhát, juhot ragad el, s e tevékenysége miatt nem túl népszerű a helybéli lakosság körében. Gyakran kerül összetűzésbe az emberekkel, néha előfordulnak halálos kimenetelű balesetek is, amelyeket medve okoz. Ennek ellenére maguk az emberek, közvetlenül vagy közvetett módon, jóval több örvös medve pusztulását okozzák.

## Szaporodása
Vemhességi ideje 200 nap, az utódok ritkán vannak kettőnél kevesebben. A bocsokat anyjuk védett helyen hozza világra, vagy a sűrű bozótosba húzódva, esetleg egy barlangban, nagyobb üregben. A bocsok háromévesen válnak ivaréretté, és szerencsés esetben akár 20-30 évig is élhetnek.
|  |

## Állatkertekben
Magyarországon a Győri Állatkertben, a Kecskeméti Állatkertben és a Debreceni Állatkertben tartanak örvös medvéket.